# Медаль «40 лет Социалистической Болгарии»
Медаль «40 лет Социалистической Болгарии» была учреждена 27 июля 1984 года в ознаменование 40-летия НРБ. Вручалась болгарским, а также иностранным гражданам, принимавшим участие в «строительстве государства». Медаль чеканилась на Государственном Монетном дворе.
Носится на левой стороне груди.

## Описание медали
Медаль имеет форму круга диаметром 34 мм. Изготовлена из томпака. При помощи ушка и кольца медаль соединяется с пятиугольной колодкой, обтянутой состоящей из четырёх групп полосок болгарских национальных цветов лентой. Колодка имеет на оборотной стороне булавку для прикрепления медали к одежде.

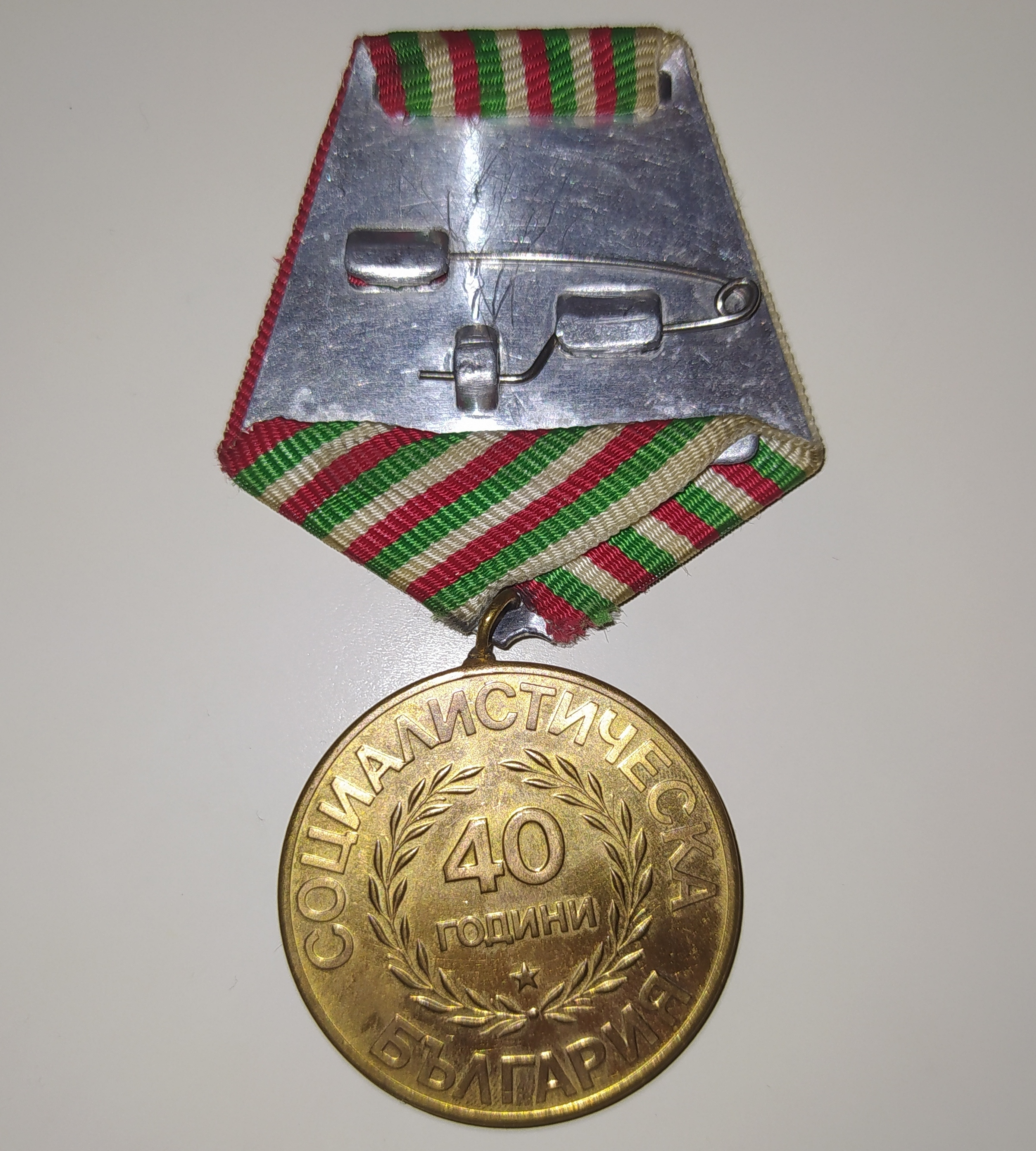
Реверс медали «40 лет Социалистической Болгарии»

### Аверс
В центре — контурная карта Болгарии на фоне пятиконечной гранёной звезды. В центре контурной карты — изображение Болгарского льва без короны.

### Реверс
В центре окружённые двумя лавровыми ветвями надпись в две строки: 40 | ГОДИНИ (40 лет) и пятиконечная звёздочка под нею. По окружности надпись: СОЦИАЛИСТИЧЕСКА БЪЛГАРИЯ (Социалистической Болгарии).